# Édicule de Saint-André-le-Désert
L'édicule de Saint-André-le-Désert est un édicule situé sur le territoire de la commune de Saint-André-le-Désert dans le département français de Saône-et-Loire et la région Bourgogne-Franche-Comté.

## Historique
Il fait l'objet d'une inscription au titre des monuments historiques depuis le 16 juillet 1925.